# 1987 Kaplan
Kaplan (asteroide 1987) é um asteroide da cintura principal, a 1,8398756 UA. Possui uma excentricidade de 0,2276869 e um período orbital de 1 343,04 dias (3,68 anos).
Kaplan tem uma velocidade orbital média de 19,29724106 km/s e uma inclinação de 23,66345º.
Esse asteroide foi descoberto em 11 de Setembro de 1952 por Pelageja Shajn.